# Чемпіонат світу з футболу 1954 (склади команд)
Нижче наведені склади команд для фінального турніру чемпіонату світу з футболу 1954 в Швейцарії. 
Це був перший чемпіонат світу, де гравцям присвоювали фіксовані номери.
Шотландія була єдиною командою, яка мала гравців із закордонних клубів (а саме 7 гравців з англійських клубів).

## Група 1

### Бразилія
Головний тренер: Зезе Морейра
| №  | Поз. | Гравець       | Дата народження (вік)            | Матчів | Клуб                |
| -- | ---- | ------------- | -------------------------------- | ------ | ------------------- |
| 1  | ВР   | Кастільйо     | 27 листопада 1927 (вік 26 років) | 13     | Флуміненсе          |
| 2  | ЗХ   | Джалма Сантус | 27 лютого 1929 (вік 25 років)    | 14     | Португеза Деспортос |
| 3  | ЗХ   | Нілтон Сантус | 16 травня 1925 (вік 29 років)    | 18     | Ботафого            |
| 4  | ЗХ   | Бранданзіньйо | 9 червня 1925 (вік 29 років)     | 12     | Португеза Деспортос |
| 5  | ПЗ   | Піньєйро      | 13 січня 1932 (вік 22 роки)      | 13     | Флуміненсе          |
| 6  | ПЗ   | Бауер         | 21 листопада 1925 (вік 28 років) | 21     | Сан-Паулу           |
| 7  | НП   | Жуліньо       | 29 липня 1929 (вік 24 роки)      | 13     | Португеза Деспортос |
| 8  | ПЗ   | Діді          | 8 жовтня 1929 (вік 24 роки)      | 13     | Флуміненсе          |
| 9  | НП   | Балтазар      | 14 січня 1926 (вік 28 років)     | 19     | Корінтіанс          |
| 10 | НП   | Пінга         | 11 лютого 1924 (вік 30 років)    | 14     | Васко да Гама       |
| 11 | НП   | Родрігез      | 27 червня 1925 (вік 28 років)    | 14     | Палмейрас           |
| 12 | ЗХ   | Пауліньйо     | 15 квітня 1932 (вік 22 роки)     |        | Васко да Гама       |
| 13 | ЗХ   | Алфредо Рамос | 27 жовтня 1924 (вік 29 років)    |        | Сан-Паулу           |
| 14 | ПЗ   | Елі           | 14 травня 1921 (вік 33 роки)     | 15     | Васко да Гама       |
| 15 | ЗХ   | Мауро         | 30 серпня 1930 (вік 23 роки)     | 4      | Сан-Паулу           |
| 16 | ПЗ   | Декінья       | 19 березня 1928 (вік 26 років)   | 7      | Фламенгу            |
| 17 | НП   | Мауріньйо     | 6 червня 1933 (вік 21 рік)       | 0      | Сан-Паулу           |
| 18 | НП   | Умберто       | 4 лютого 1934 (вік 20 років)     | 3      | Палмейрас           |
| 19 | НП   | Індіо         | 1 березня 1931 (вік 23 роки)     | 0      | Фламенгу            |
| 20 | НП   | Рубенс        | 4 листопада 1928 (вік 25 років)  | 1      | Фламенгу            |
| 21 | ВР   | Велудо        | 7 серпня 1930 (вік 23 роки)      | 3      | Флуміненсе          |
| 22 | ВР   | Кабесао       | 23 серпня 1930 (вік 23 роки)     |        | Корінтіанс          |

### Югославія
Головний тренер: Александар Тирнанич
| №  | Поз. | Гравець              | Дата народження (вік)            | Матчів | Клуб               |
| -- | ---- | -------------------- | -------------------------------- | ------ | ------------------ |
| 1  | ВР   | Владимир Беара       | 2 листопада 1928 (вік 25 років)  | 25     | Хайдук (Спліт)     |
| 2  | ЗХ   | Бранко Станкович     | 31 жовтня 1921 (вік 32 роки)     | 50     | Црвена Звезда      |
| 3  | ЗХ   | Томислав Црнкович    | 17 червня 1929 (вік 24 роки)     | 17     | Динамо (Загреб)    |
| 4  | ПЗ   | Златко Чайковський   | 24 січня 1923 (вік 31 рік)       | 51     | Партизан           |
| 5  | ЗХ   | Івиця Хорват         | 16 липня 1926 (вік 27 років)     | 43     | Динамо (Загреб)    |
| 6  | ЗХ   | Вуядин Бошков        | 16 травня 1931 (вік 23 роки)     | 22     | Воєводина          |
| 7  | НП   | Тихомир Огнянов      | 2 березня 1927 (вік 27 років)    | 22     | Црвена Звезда      |
| 8  | НП   | Райко Митич          | 19 листопада 1922 (вік 31 рік)   | 47     | Црвена Звезда      |
| 9  | НП   | Бернард Вукас        | 1 травня 1927 (вік 27 років)     | 35     | Хайдук (Спліт)     |
| 10 | ПЗ   | Степан Бобек         | 3 грудня 1923 (вік 30 років)     | 53     | Партизан           |
| 11 | НП   | Бранко Зебець        | 17 травня 1929 (вік 25 років)    | 22     | Партизан           |
| 12 | ВР   | Бранко Краль         | 10 березня 1924 (вік 30 років)   | 0      | Динамо (Загреб)    |
| 13 | ЗХ   | Милан Зекович        | 15 листопада 1925 (вік 28 років) | 3      | Црвена Звезда      |
| 14 | ПЗ   | Лев Мантула          | 8 грудня 1928 (вік 25 років)     | 0      | Динамо (Загреб)    |
| 15 | ПЗ   | Любиша Спаїч         | 7 березня 1926 (вік 28 років)    | 6      | Црвена Звезда      |
| 16 | ЗХ   | Сима Милованов       | 10 квітня 1923 (вік 31 рік)      | 4      | Воєводина          |
| 17 | ЗХ   | Бруно Бєлін          | 16 січня 1929 (вік 25 років)     | 3      | Партизан           |
| 18 | НП   | Милош Милутинович    | 5 лютого 1933 (вік 21 рік)       | 8      | Партизан           |
| 19 | ПЗ   | Златко Папець        | 17 січня 1934 (вік 20 років)     | 1      | Хайдук (Спліт)     |
| 20 | НП   | Діонізіє Дворнич     | 27 квітня 1926 (вік 28 років)    | 3      | Динамо (Загреб)    |
| 21 | НП   | Тодор Веселинович    | 22 жовтня 1930 (вік 23 роки)     | 2      | Воєводина          |
| 22 | НП   | Александар Петакович | 6 серпня 1932 (вік 21 рік)       | 0      | Раднички (Белград) |

### Франція
Головний тренер: П'єр Пібаро
| №  | Поз. | Гравець             | Дата народження (вік)            | Матчів | Клуб           |
| -- | ---- | ------------------- | -------------------------------- | ------ | -------------- |
| 1  | ВР   | Франсуа Реметтер    | 8 серпня 1928 (вік 25 років)     | 4      | Мец            |
| 2  | ВР   | Сезар Руминський    | 14 червня 1924 (вік 30 років)    | 7      | Лілль          |
| 3  | ВР   | Клод Абб            | 24 травня 1927 (вік 27 років)    | 0      | Сент-Етьєн     |
| 4  | ЗХ   | Лазар Жьянессі      | 9 листопада 1925 (вік 28 років)  | 12     | Монако         |
| 5  | ЗХ   | Жак Грімонпон       | 30 липня 1925 (вік 28 років)     | 0      | Бордо          |
| 6  | ЗХ   | Раймон Каельбель    | 31 січня 1932 (вік 22 роки)      | 0      | Страсбур       |
| 7  | ЗХ   | Роже Марш           | 5 березня 1924 (вік 30 років)    | 37     | Реймс          |
| 8  | ПЗ   | Гійом Бєганський    | 3 листопада 1932 (вік 21 рік)    | 1      | Лілль          |
| 9  | ПЗ   | Антуан Квіссар      | 19 липня 1924 (вік 29 років)     | 27     | Ніцца          |
| 10 | ПЗ   | Робер Жонке         | 3 травня 1925 (вік 29 років)     | 26     | Реймс          |
| 11 | ПЗ   | Ксерсес Луї         | 31 жовтня 1926 (вік 27 років)    | 0      | Ланс           |
| 12 | ПЗ   | Жан-Жак Марсель     | 13 червня 1931 (вік 23 роки)     | 8      | Сошо           |
| 13 | НП   | Абдеррахман Мажуб   | 25 квітня 1929 (вік 25 років)    | 2      | Ніцца          |
| 14 | ЗХ   | Арман Пенверн       | 26 листопада 1926 (вік 27 років) | 11     | Реймс          |
| 15 | ПЗ   | Абделазіз Бен Тіфур | 25 липня 1927 (вік 26 років)     | 1      | Труа           |
| 16 | НП   | Рене Дерьоддр       | 26 червня 1930 (вік 23 роки)     | 1      | Тулуза         |
| 17 | НП   | Леон Гловацький     | 19 лютого 1928 (вік 26 років)    | 3      | Реймс          |
| 18 | НП   | Раймон Копа         | 13 жовтня 1931 (вік 22 роки)     | 13     | Реймс          |
| 19 | ПЗ   | Мішель Леблонд      | 10 травня 1932 (вік 22 роки)     | 1      | Реймс          |
| 20 | НП   | Ернест Шульц        | 29 січня 1931 (вік 23 роки)      | 0      | Олімпік (Ліон) |
| 21 | НП   | Андре Страпп        | 23 лютого 1928 (вік 26 років)    | 23     | Лілль          |
| 22 | НП   | Жан Венсан          | 29 листопада 1930 (вік 23 роки)  | 2      | Лілль          |

### Мексика
Головний тренер:  Антоніо Лопес
| №  | Поз. | Гравець            | Дата народження (вік)            | Матчів | Клуб        |
| -- | ---- | ------------------ | -------------------------------- | ------ | ----------- |
| 1  | ВР   | Антоніо Карбахаль  | 7 червня 1929 (вік 25 років)     | 11     | Леон        |
| 2  | ЗХ   | Нарсісо Лопес      | 18 серпня 1928 (вік 25 років)    | 3      | Оро         |
| 3  | ПЗ   | Хорхе Ромо         | 20 квітня 1934 (вік 20 років)    | 5      | Марте       |
| 4  | ЗХ   | Сатурніно Мартінес | 1 січня 1928 (вік 26 років)      | 6      | Некакса     |
| 5  | ЗХ   | Рауль Карденас     | 30 жовтня 1928 (вік 25 років)    | 4      | Пуебла      |
| 6  | ПЗ   | Рафаель Авалос     | 6 січня 1926 (вік 28 років)      | 3      | Атланте     |
| 7  | НП   | Альфредо Торрес    | 31 травня 1931 (вік 23 роки)     | 3      | Атлас       |
| 8  | НП   | Хосе Наранхо       | 19 березня 1926 (вік 28 років)   | 12     | Оро         |
| 9  | НП   | Хосе Ламадрід      | 3 липня 1930 (вік 23 роки)       | 5      | Некакса     |
| 10 | НП   | Томас Балькасар    | 21 грудня 1931 (вік 22 роки)     | 9      | Гвадалахара |
| 11 | НП   | Рауль Арельяно     | 28 лютого 1935 (вік 19 років)    | 0      | Гвадалахара |
| 12 | ВР   | Сальвадор Мота     | 30 листопада 1922 (вік 31 рік)   | 0      | Атланте     |
| 13 | ЗХ   | Серхіо Браво       | 27 листопада 1927 (вік 26 років) | 6      | Леон        |
| 14 | ПЗ   | Хуан Гомес         | 26 червня 1924 (вік 29 років)    | 0      | Атлас       |
| 15 | НП   | Карлос Бланко      | 5 березня 1928 (вік 26 років)    | 4      | Некакса     |
| 16 | ПЗ   | Педро Нахера       | 3 лютого 1929 (вік 25 років)     | 0      | Америка     |
| 17 | НП   | Карлос Септьєн     | 18 січня 1923 (вік 31 рік)       | 11     | Тампіко     |
| 18 | НП   | Карлос Карус       | 6 жовтня 1930 (вік 23 роки)      | 0      | Толука      |
| 19 | НП   | Мойсес Хініч       | 15 грудня 1927 (вік 26 років)    | 1      | Атланте     |
| 20 | НП   | Хосе Рока          | 24 травня 1928 (вік 26 років)    | 7      | Сакатепек   |
| 21 | ПЗ   | Маріо Очоа         | 7 листопада 1927 (вік 26 років)  | 5      | Марте       |
| 22 | НП   | Ранульфо Кортес    | 9 липня 1934 (вік 19 років)      | 0      | Оро         |

Рока, Очоа і Кортес потрапили в список, але залишилися в Мексиці в режимі очікування.

## Група 2

### Угорщина
Головний тренер: Густав Шебеш
| №  | Поз. | Гравець          | Дата народження (вік)            | Матчів | Клуб        |
| -- | ---- | ---------------- | -------------------------------- | ------ | ----------- |
| 1  | ВР   | Дьюла Грошич     | 4 лютого 1926 (вік 28 років)     | 31     | Гонвед      |
| 2  | ЗХ   | Єне Бузанскі     | 4 травня 1925 (вік 29 років)     | 23     | Дорог       |
| 3  | ЗХ   | Дьюла Лорант     | 6 лютого 1923 (вік 31 рік)       | 24     | Гонвед      |
| 4  | ЗХ   | Міхай Лантош     | 29 вересня 1928 (вік 25 років)   | 30     | Ворош       |
| 5  | ПЗ   | Йожеф Божик      | 25 листопада 1925 (вік 28 років) | 48     | Гонвед      |
| 6  | ПЗ   | Йожеф Закаріаш   | 25 березня 1924 (вік 30 років)   | 31     | Ворош       |
| 7  | НП   | Йожеф Тот        | 16 травня 1929 (вік 25 років)    | 2      | Чепель      |
| 8  | НП   | Шандор Кочиш     | 21 вересня 1929 (вік 24 роки)    | 36     | Гонвед      |
| 9  | НП   | Нандор Хідегкуті | 3 березня 1922 (вік 32 роки)     | 36     | Ворош       |
| 10 | НП   | Ференц Пушкаш    | 2 квітня 1927 (вік 27 років)     | 55     | Гонвед      |
| 11 | НП   | Золтан Цибор     | 8 серпня 1929 (вік 24 роки)      | 26     | Гонвед      |
| 12 | ЗХ   | Бела Карпаті     | 30 вересня 1929 (вік 24 роки)    | 1      | Дьйор       |
| 13 | ЗХ   | Паль Вархіді     | 6 листопада 1931 (вік 22 роки)   | 0      | Уйпешт      |
| 14 | ПЗ   | Імре Ковач       | 26 листопада 1921 (вік 32 роки)  | 8      | Ворош       |
| 15 | ПЗ   | Ференц Сойка     | 7 квітня 1931 (вік 23 роки)      | 0      | Шалготар'ян |
| 16 | ПЗ   | Ласло Будаї      | 19 липня 1928 (вік 25 років)     | 21     | Гонвед      |
| 17 | НП   | Ференц Махош     | 30 червня 1932 (вік 21 рік)      | 0      | Гонвед      |
| 18 | НП   | Лайош Чордаш     | 6 жовтня 1932 (вік 21 рік)       | 7      | Вашаш       |
| 19 | НП   | Петер Палоташ    | 27 червня 1929 (вік 24 роки)     | 16     | Ворош       |
| 20 | НП   | Міхай Тот        | 24 вересня 1926 (вік 27 років)   | 3      | Уйпешт      |
| 21 | ВР   | Шандор Геллер    | 12 липня 1925 (вік 28 років)     | 5      | Ворош       |
| 22 | ВР   | Геза Гуйяш       | 5 червня 1931 (вік 23 роки)      | 0      | Ференцварош |

### ФРН
Головний тренер: Зепп Гербергер
| №  | Поз. | Гравець           | Дата народження (вік)           | Матчів | Клуб                 |
| -- | ---- | ----------------- | ------------------------------- | ------ | -------------------- |
| 1  | ВР   | Тоні Турек        | 18 січня 1919 (вік 35 років)    | 13     | Фортуна              |
| 2  | ЗХ   | Фріц Лабанд       | 1 листопада 1925 (вік 28 років) | 1      | Гамбург              |
| 3  | ЗХ   | Вернер Кольмаєр   | 19 квітня 1924 (вік 30 років)   | 12     | Кайзерслаутерн       |
| 4  | ЗХ   | Ганс Бауер        | 28 липня 1927 (вік 26 років)    | 2      | Баварія              |
| 5  | ЗХ   | Герберт Ергардт   | 6 липня 1930 (вік 23 роки)      | 1      | Гройтер Фюрт         |
| 6  | ПЗ   | Горст Еккель      | 8 лютого 1932 (вік 22 роки)     | 8      | Кайзерслаутерн       |
| 7  | ЗХ   | Йозеф Позіпаль    | 20 червня 1927 (вік 26 років)   | 15     | Гамбург              |
| 8  | ПЗ   | Карл Май          | 27 липня 1928 (вік 25 років)    | 3      | Гройтер Фюрт         |
| 9  | ПЗ   | Пауль Мебус       | 9 червня 1920 (вік 34 роки)     | 5      | Кельн                |
| 10 | ЗХ   | Вернер Лібріх     | 18 січня 1927 (вік 27 років)    | 2      | Кайзерслаутерн       |
| 11 | ПЗ   | Карл-Гайнц Мецнер | 9 січня 1923 (вік 31 рік)       | 2      | Гессен               |
| 12 | НП   | Гельмут Ран       | 16 серпня 1929 (вік 24 роки)    | 9      | Рот-Вайс (Ессен)     |
| 13 | НП   | Макс Морлок       | 11 травня 1925 (вік 29 років)   | 12     | Нюрнберг             |
| 14 | НП   | Бернгард Клодт    | 26 жовтня 1926 (вік 27 років)   | 6      | Шальке 04            |
| 15 | НП   | Оттмар Вальтер    | 6 березня 1924 (вік 30 років)   | 11     | Кайзерслаутерн       |
| 16 | НП   | Фріц Вальтер      | 31 жовтня 1920 (вік 33 роки)    | 38     | Кайзерслаутерн       |
| 17 | НП   | Ріхард Геррманн   | 28 січня 1923 (вік 31 рік)      | 7      | Франкфурт            |
| 18 | НП   | Ульріх Бізингер   | 6 серпня 1933 (вік 20 років)    | 0      | Аугсбург             |
| 19 | ПЗ   | Альфред Пфафф     | 16 липня 1926 (вік 27 років)    | 1      | Айнтрахт (Франкфурт) |
| 20 | НП   | Ганс Шефер        | 19 жовтня 1927 (вік 26 років)   | 5      | Кельн                |
| 21 | ВР   | Гайнц Кубш        | 20 липня 1930 (вік 23 роки)     | 1      | Пірмазенс            |
| 22 | ВР   | Гайнц Квятковскі  | 16 липня 1926 (вік 27 років)    | 0      | Боруссія (Дортмунд)  |

### Туреччина
Головний тренер:  Сандро Пуппо
| №  | Поз. | Гравець                | Дата народження (вік)           | Матчів | Клуб        |
| -- | ---- | ---------------------- | ------------------------------- | ------ | ----------- |
| 1  | ВР   | Тургай Шерен           | 15 травня 1932 (вік 22 роки)    | 11     | Галатасарай |
| 2  | ЗХ   | Ридван Болатли         | 2 грудня 1928 (вік 25 років)    | 2      | Анкарагюджю |
| 3  | ЗХ   | Басрі Дірімлілі        | 7 червня 1929 (вік 25 років)    | 3      | Фенербахче  |
| 4  | ЗХ   | Мустафа Ертан          | 21 квітня 1926 (вік 28 років)   | 4      | Анкарагюджю |
| 5  | ПЗ   | Четін Зейбек           | 12 вересня 1932 (вік 21 рік)    | 2      | Касимпаша   |
| 6  | ПЗ   | Робер Ерьол            | 21 грудня 1930 (вік 23 роки)    | 5      | Галатасарай |
| 7  | НП   | Ерол Кескін            | 2 березня 1927 (вік 27 років)   | 1      | Адалет      |
| 8  | НП   | Суат Мамат             | 8 листопада 1930 (вік 23 роки)  | 2      | Галатасарай |
| 9  | НП   | Ферідун Бугекер        | 5 квітня 1933 (вік 21 рік)      | 3      | Фенербахче  |
| 10 | НП   | Бурхан Саргун          | 11 лютого 1929 (вік 25 років)   | 5      | Фенербахче  |
| 11 | НП   | Лефтер Кючюкандоньядіс | 22 грудня 1925 (вік 28 років)   | 3      | Фенербахче  |
| 12 | ВР   | Шюкрю Ерсой            | 14 січня 1934 (вік 20 років)    | 3      | Анкарагюджю |
| 13 | ЗХ   | Бюлент Екен            | 26 жовтня 1923 (вік 30 років)   | 0      | Галатасарай |
| 14 | ЗХ   | Алі Бератлигіл         | 21 жовтня 1931 (вік 22 роки)    | 2      | Галатасарай |
| 15 | ПЗ   | Мехмет Дінчер          | 1 січня 1924 (вік 30 років)     | 0      | Адалет      |
| 16 | ЗХ   | Недім Гюнар            | 2 січня 1932 (вік 22 роки)      | 0      | Фенербахче  |
| 17 | ЗХ   | Наджі Ердем            | 28 січня 1931 (вік 23 роки)     | 0      | Фенербахче  |
| 18 | ЗХ   | Акгюн Качмаз           | 19 лютого 1935 (вік 19 років)   | 1      | Фенербахче  |
| 19 | ЗХ   | Ахмет Берман           | 1 січня 1932 (вік 22 роки)      | 0      | Бешикташ    |
| 20 | НП   | Неджмі Онариджи        | 2 листопада 1925 (вік 28 років) | 0      | Адалет      |
| 21 | НП   | Кадрі Айтач            | 6 серпня 1931 (вік 22 роки)     | 0      | Галатасарай |
| 22 | НП   | Джошкун Таш            | 23 квітня 1935 (вік 19 років)   | 2      | Бешикташ    |

Гюнар і Айтач потрапили до списку, але залишилися в Туреччині в режимі очікування.

### Південна Корея
Головний тренер: Кім Йон Сик
| №  | Поз. | Гравець       | Дата народження (вік)            | Матчів | Клуб                    |
| -- | ---- | ------------- | -------------------------------- | ------ | ----------------------- |
| 1  | ВР   | Хон Док Йон   | 5 травня 1921 (вік 33 роки)      |        | Чосон Текстиль          |
| 2  | ЗХ   | Пак Кю Джон   | 12 червня 1924 (вік 30 років)    |        | Клуб Армії Сеула        |
| 3  | ЗХ   | Пак Че Син    | 1 квітня 1923 (вік 31 рік)       |        | Клуб Армії Сеула        |
| 4  | ПЗ   | Кан Чхан Гі   | 28 серпня 1927 (вік 26 років)    |        | Чосон Текстиль          |
| 5  | ПЗ   | Лі Сан Ий     | 1 січня 1922 (вік 32 роки)       |        | Чосон Текстиль          |
| 6  | ЗХ   | Мін Бьон Де   | 20 лютого 1918 (вік 36 років)    |        | Клуб Армії Сеула        |
| 7  | НП   | Лі Су Нам     | 2 лютого 1927 (вік 27 років)     |        | Клуб Армії Сеула        |
| 8  | НП   | Чхве Джон Мін | 30 серпня 1930 (вік 23 роки)     |        | Клуб Армії Сеула        |
| 9  | НП   | У Сан Гвон    | 2 лютого 1926 (вік 28 років)     |        | Жандармерія армії Кореї |
| 10 | НП   | Сон Нак Ун    | 2 лютого 1926 (вік 28 років)     |        | Клуб Армії Сеула        |
| 11 | ПЗ   | Чон Нам Сик   | 16 лютого 1917 (вік 37 років)    |        | Клуб Армії Сеула        |
| 12 | ВР   | Хам Хин Чхоль | 17 листопада 1930 (вік 23 роки)  |        | Жандармерія армії Кореї |
| 13 | ЗХ   | Лі Чон Гап    | 18 березня 1920 (вік 34 роки)    |        | Клуб Армії Сеула        |
| 14 | ЗХ   | Хан Чхан Хва  | 3 листопада 1922 (вік 31 рік)    |        | Клуб Армії Сеула        |
| 15 | ПЗ   | Кім Джи Сон   | 7 листопада 1924 (вік 29 років)  |        | Клуб Армії Сеула        |
| 16 | ПЗ   | Чу Йон Гван   | 15 липня 1931 (вік 22 роки)      |        | ВМС Кореї               |
| 17 | НП   | Пак Іль Гап   | 21 березня 1926 (вік 28 років)   |        | Клуб Армії Сеула        |
| 18 | НП   | Чхве Йон Гин  | 8 лютого 1923 (вік 31 рік)       |        | ВМС Кореї               |
| 19 | НП   | Лі Гі Джу     | 12 листопада 1926 (вік 27 років) |        | Чосон Текстиль          |
| 20 | НП   | Чон Гук Чин   | 2 січня 1917 (вік 37 років)      |        | ВМС Кореї               |

• У складі було тільки 20 футболістів.

## Група 3

### Уругвай
Головний тренер: Хуан Лопес
| №  | Поз. | Гравець                 | Дата народження (вік)          | Матчів | Клуб           |
| -- | ---- | ----------------------- | ------------------------------ | ------ | -------------- |
| 1  | ВР   | Роке Масполі            | 12 жовтня 1917 (вік 36 років)  | 35     | Пеньяроль      |
| 2  | ЗХ   | Хосе Сантамарія         | 31 липня 1929 (вік 24 роки)    | 3      | Насьйональ     |
| 3  | ЗХ   | Вільям Мартінес         | 13 січня 1928 (вік 26 років)   | 11     | Рампла Хуніорс |
| 4  | ЗХ   | Родрігес Андраде        | 2 травня 1927 (вік 27 років)   | 20     | Пеньяроль      |
| 5  | ПЗ   | Обдуліо Варела          | 20 вересня 1917 (вік 36 років) | 43     | Пеньяроль      |
| 6  | ПЗ   | Роберто Леопарді        | 19 липня 1933 (вік 20 років)   | 3      | Насьйональ     |
| 7  | НП   | Хуліо Аббаді            | 7 вересня 1930 (вік 23 роки)   | 9      | Пеньяроль      |
| 8  | НП   | Хуан Гогберг            | 8 жовтня 1929 (вік 24 роки)    | 3      | Пеньяроль      |
| 9  | НП   | Оскар Мігес             | 5 грудня 1927 (вік 26 років)   | 14     | Пеньяроль      |
| 10 | НП   | Хуан-Альберто Скьяффіно | 28 липня 1925 (вік 28 років)   | 14     | Пеньяроль      |
| 11 | НП   | Карлос Борхес           | 14 січня 1932 (вік 22 роки)    | 2      | Пеньяроль      |
| 12 | ВР   | Хуліо Масейрас          | 22 квітня 1926 (вік 28 років)  | 1      | Данубіо        |
| 13 | ЗХ   | Мірто Давуан            | 13 лютого 1933 (вік 21 рік)    | 1      | Пеньяроль      |
| 14 | ЗХ   | Еусебіо Техера          | 6 січня 1922 (вік 32 роки)     | 31     | Дефенсор       |
| 15 | ПЗ   | Урбано Рівера           | 1 квітня 1926 (вік 28 років)   | 8      | Данубіо        |
| 16 | ПЗ   | Нестор Карбальйо        | 3 лютого 1929 (вік 25 років)   | 10     | Насьйональ     |
| 17 | ПЗ   | Луїс Крус               | 28 квітня 1925 (вік 29 років)  | 7      | Насьйональ     |
| 18 | НП   | Рафаель Соуто           | 24 жовтня 1930 (вік 23 роки)   | 4      | Насьйональ     |
| 19 | НП   | Хав'єр Амбройс          | 9 травня 1932 (вік 22 роки)    | 7      | Насьйональ     |
| 20 | НП   | Омар Мендес             | 7 серпня 1934 (вік 19 років)   | 3      | Насьйональ     |
| 21 | НП   | Хуліо Перес             | 19 червня 1926 (вік 27 років)  | 14     | Насьйональ     |
| 22 | НП   | Луїс Кастро             | 31 липня 1921 (вік 32 роки)    | 1      | Дефенсор       |

### Австрія
Головний тренер: Вальтер Науш
| №  | Поз. | Гравець           | Дата народження (вік)            | Матчів | Клуб                   |
| -- | ---- | ----------------- | -------------------------------- | ------ | ---------------------- |
| 1  | ВР   | Курт Шмід         | 14 червня 1926 (вік 28 років)    | 1      | Ферст Вієнна           |
| 2  | ЗХ   | Герхард Ганаппі   | 16 лютого 1929 (вік 25 років)    | 37     | Рапід (Відень)         |
| 3  | ПЗ   | Ернст Гаппель     | 29 листопада 1925 (вік 28 років) | 39     | Рапід (Відень)         |
| 4  | ЗХ   | Леопольд Баршандт | 12 серпня 1925 (вік 28 років)    | 2      | Вінер Шпорт-Клуб       |
| 5  | ЗХ   | Ернст Оцвірк      | 7 березня 1926 (вік 28 років)    | 44     | Аустрія (Відень)       |
| 6  | ПЗ   | Karl Koller       | 8 лютого 1929 (вік 25 років)     | 7      | Ферст Вієнна           |
| 7  | НП   | Роберт Кернер     | 21 серпня 1924 (вік 29 років)    |        | Рапід (Відень)         |
| 8  | НП   | Вальтер Шлегер    | 19 вересня 1929 (вік 24 роки)    | 8      | Аустрія (Відень)       |
| 9  | НП   | Theodor Wagner    | 6 серпня 1927 (вік 26 років)     | 28     | Адміра Ваккер Медлінг  |
| 10 | ПЗ   | Еріх Пробст       | 5 грудня 1927 (вік 26 років)     | 8      | Рапід (Відень)         |
| 11 | НП   | Альфред Кернер    | 14 лютого 1926 (вік 28 років)    |        | Рапід (Відень)         |
| 12 | ПЗ   | Карл Штоц         | 27 березня 1927 (вік 27 років)   | 10     | Аустрія (Відень)       |
| 13 | ПЗ   | Вальтер Колльманн | 17 червня 1932 (вік 21 рік)      | 3      | Адміра Ваккер Медлінг  |
| 14 | ПЗ   | Карл Гіссер       | 29 жовтня 1928 (вік 25 років)    | 1      | Рапід (Відень)         |
| 15 | ВР   | Франц Пелікан     | 6 листопада 1925 (вік 28 років)  | 3      | Адміра Ваккер Медлінг  |
| 16 | ВР   | Вальтер Земан     | 1 травня 1927 (вік 27 років)     | 38     | Рапід (Відень)         |
| 17 | ПЗ   | Альфред Тайнитцер | 29 липня 1929 (вік 24 роки)      | 0      | ЛАСК (футбольний клуб) |
| 18 | ПЗ   | Йоганн Ріглер     | 17 липня 1929 (вік 24 роки)      | 3      | Рапід (Відень)         |
| 19 | НП   | Роберт Дінст      | 1 березня 1928 (вік 26 років)    | 16     | Рапід (Відень)         |
| 20 | ЗХ   | Пауль Галла       | 10 квітня 1931 (вік 23 роки)     | 3      | Рапід (Відень)         |
| 21 | НП   | Ернст Стояспал    | 14 січня 1925 (вік 29 років)     | 27     | Аустрія (Відень)       |
| 22 | НП   | Вальтер Гауммер   | 22 листопада 1928 (вік 25 років) | 4      | Адміра Ваккер Медлінг  |

### Чехословаччина
Головний тренер: Карол Боргий
| №  | Поз. | Гравець              | Дата народження (вік)          | Матчів | Клуб                |
| -- | ---- | -------------------- | ------------------------------ | ------ | ------------------- |
| 1  | ВР   | Теодор Рейманн       | 10 лютого 1921 (вік 33 роки)   | 4      | Слован (Братислава) |
| 2  | ЗХ   | Франтішек Шафранек   | 2 січня 1931 (вік 23 роки)     | 10     | УДА Прага           |
| 3  | ПЗ   | Сватоплук Плускал    | 28 жовтня 1930 (вік 23 роки)   | 3      | УДА Прага           |
| 4  | ЗХ   | Ладислав Новак       | 5 грудня 1931 (вік 22 роки)    | 11     | УДА Прага           |
| 5  | ЗХ   | Їржі Трнка           | 2 грудня 1926 (вік 27 років)   | 20     | УДА Прага           |
| 6  | ПЗ   | Міхал Бенедикович    | 31 травня 1923 (вік 31 рік)    | 7      | Слован (Братислава) |
| 7  | НП   | Ладислав Главачек    | 26 червня 1925 (вік 28 років)  | 13     | УДА Прага           |
| 8  | НП   | Ота Гемеле           | 22 січня 1926 (вік 28 років)   | 8      | УДА Прага           |
| 9  | НП   | Антон Малатинський   | 15 січня 1920 (вік 34 роки)    | 10     | Банік (Хандлова)    |
| 10 | НП   | Еміл Пажицький       | 14 жовтня 1927 (вік 26 років)  | 14     | Слован (Братислава) |
| 11 | НП   | Їржі Пешек           | 4 червня 1927 (вік 27 років)   | 4      | СП Соколово         |
| 12 | ЗХ   | Антон Красногорський | 22 жовтня 1925 (вік 28 років)  | 9      | Іскра Жиліна        |
| 13 | ПЗ   | Їржі Гледик          | 19 квітня 1929 (вік 25 років)  | 3      | Крила власті        |
| 14 | ПЗ   | Ян Гертль            | 23 січня 1929 (вік 25 років)   | 6      | УДА Прага           |
| 15 | НП   | Ладислав Качані      | 1 квітня 1931 (вік 23 роки)    | 7      | Інтер (Братислава)  |
| 16 | ПЗ   | Зденек Прохазка      | 12 січня 1928 (вік 26 років)   | 1      | СП Соколово         |
| 17 | НП   | Тадеуш Краус         | 22 жовтня 1932 (вік 21 рік)    | 5      | Крила власті        |
| 18 | НП   | Йозеф Маєр           | 8 червня 1925 (вік 29 років)   | 0      | Банік Кладно        |
| 19 | НП   | Ярослав Кошнар       | 17 серпня 1930 (вік 23 роки)   | 1      | Інтер (Братислава)  |
| 20 | НП   | Казимир Гайдош       | 28 березня 1934 (вік 20 років) | 0      | Татран              |
| 21 | ВР   | Імріх Стахо          | 4 листопада 1931 (вік 22 роки) | 6      | Танкіста Прага      |
| 22 | ВР   | Вільям Шройф         | 2 серпня 1931 (вік 22 роки)    | 1      | Крила власті        |

### Шотландія
Головний тренер: Енді Бітті (звільнений після першого матчу)
| №  | Поз. | Гравець          | Дата народження (вік)            | Матчів | Клуб             |
| -- | ---- | ---------------- | -------------------------------- | ------ | ---------------- |
| 1  | ВР   | Фред Мартін      | 13 травня 1929 (вік 25 років)    | 2      | Абердин          |
| 2  | ЗХ   | Віллі Каннінгем  | 22 лютого 1925 (вік 29 років)    | 3      | Престон Норт-Енд |
| 3  | ЗХ   | Джок Ейрд        | 18 лютого 1926 (вік 28 років)    | 2      | Бернлі           |
| 4  | ЗХ   | Боббі Еванс      | 16 липня 1927 (вік 26 років)     | 17     | Селтік           |
| 5  | ЗХ   | Томмі Дохерті    | 24 серпня 1928 (вік 25 років)    | 5      | Престон Норт-Енд |
| 6  | ПЗ   | Джиммі Девідсон  | 8 листопада 1925 (вік 28 років)  | 2      | Партік Тісл      |
| 7  | ПЗ   | Даг Коуї         | 1 травня 1926 (вік 28 років)     | 6      | Данді            |
| 8  | НП   | Джон Маккензі    | 4 вересня 1925 (вік 28 років)    | 4      | Партік Тісл      |
| 9  | НП   | Джордж Гамільтон | 7 грудня 1917 (вік 36 років)     | 5      | Абердин          |
| 10 | НП   | Аллан Браун      | 12 жовтня 1926 (вік 27 років)    | 11     | Блекпул          |
| 11 | НП   | Ніл Мохан        | 6 квітня 1927 (вік 27 років)     | 1      | Селтік           |
| 12 | НП   | Віллі Ферні      | 22 листопада 1928 (вік 25 років) | 1      | Селтік           |
| 13 | НП   | Віллі Ормонд     | 23 лютого 1927 (вік 27 років)    | 3      | Гіберніан        |
| 14 | ВР   | Джонні Андерсон* | 8 грудня 1929 (вік 24 роки)      | 1      | Лестер Сіті      |
| 15 | НП   | Боббі Джонстоун* | 7 вересня 1929 (вік 24 роки)     | 11     | Гіберніан        |
| 16 | НП   | Джекі Гендерсон* | 17 січня 1932 (вік 22 роки)      | 4      | Портсмут         |
| 17 | ПЗ   | Девід Мезерс*    | 25 жовтня 1931 (вік 22 роки)     | 1      | Партік Тісл      |
| 18 | ЗХ   | Алекс Вілсон*    | 29 жовтня 1933 (вік 20 років)    | 1      | Портсмут         |
| 19 | НП   | Джиммі Біннінг*  | 25 липня 1927 (вік 26 років)     | 0      | Квін оф зе Саут  |
| 20 | НП   | Боббі Комб*      | 29 лютого 1924 (вік 30 років)    | 3      | Гіберніан        |
| 21 | НП   | Ерні Копланд*    | 15 квітня 1927 (вік 27 років)    | 0      | Рейт Роверз      |
| 22 | НП   | Іан Макміллан*   | 18 березня 1931 (вік 23 роки)    | 3      | Ейрдріоніанс     |

- Лише 13 членів команди поїхали до Швейцарії. Андерсону, Гендерсону, Мезерсу, Вілсону, Біннінгу, Комбу, Копланду та Макміллану не потрібно було подорожувати, і вони залишилися вдома в запасі. Джонстоун спочатку поїхав із командою, але повернувся додому через травму перед початком турніру і його замінив Гамільтон[1].

## Група 4

### Англія
Головний тренер: Волтер Вінтерботтом
| №  | Поз. | Гравець           | Дата народження (вік)          | Матчів | Клуб                    |
| -- | ---- | ----------------- | ------------------------------ | ------ | ----------------------- |
| 1  | ВР   | Джил Меррік       | 26 січня 1922 (вік 32 роки)    | 20     | Бірмінгем Сіті          |
| 2  | ЗХ   | Рон Стеніфорт     | 13 квітня 1924 (вік 30 років)  | 3      | Гаддерсфілд Таун        |
| 3  | ЗХ   | Роджер Берн       | 8 лютого 1929 (вік 25 років)   | 3      | Манчестер Юнайтед       |
| 4  | ПЗ   | Біллі Райт        | 6 лютого 1924 (вік 30 років)   | 58     | Вулвергемптон Вондерерз |
| 5  | ПЗ   | Сід Оуен          | 28 лютого 1922 (вік 32 роки)   | 2      | Лутон Таун              |
| 6  | ПЗ   | Джиммі Дікінсон   | 24 квітня 1925 (вік 29 років)  | 35     | Портсмут                |
| 7  | НП   | Стенлі Метьюз     | 1 лютого 1915 (вік 39 років)   | 36     | Блекпул                 |
| 8  | НП   | Айвор Бродіс      | 18 грудня 1922 (вік 31 рік)    | 11     | Ньюкасл Юнайтед         |
| 9  | НП   | Нет Лофтгаус      | 27 серпня 1925 (вік 28 років)  | 19     | Болтон Вондерерз        |
| 10 | НП   | Томмі Тейлор      | 29 січня 1932 (вік 22 роки)    | 3      | Манчестер Юнайтед       |
| 11 | НП   | Том Фінні         | 5 квітня 1922 (вік 32 роки)    | 51     | Престон Норт-Енд        |
| 12 | ВР   | Тед Бергін        | 29 квітня 1927 (вік 27 років)  | 0      | Шеффілд Юнайтед         |
| 13 | ЗХ   | Кен Грін          | 27 квітня 1924 (вік 30 років)  | 0      | Бірмінгем Сіті          |
| 14 | ПЗ   | Білл Макгеррі     | 10 червня 1927 (вік 27 років)  | 0      | Гаддерсфілд Таун        |
| 15 | НП   | Денніс Вілшо      | 11 березня 1926 (вік 28 років) | 1      | Вулвергемптон Вондерерз |
| 16 | ПЗ   | Альберт Квіксолл  | 9 серпня 1933 (вік 20 років)   | 3      | Шеффілд Венсдей         |
| 17 | НП   | Джиммі Маллен     | 6 січня 1923 (вік 31 рік)      | 11     | Вулвергемптон Вондерерз |
| 18 | ПЗ   | Алленбі Чилтон*   | 16 вересня 1918 (вік 35 років) | 2      | Манчестер Юнайтед       |
| 19 | ПЗ   | Кен Армстронг*    | 3 червня 1924 (вік 30 років)   | 0      | Челсі                   |
| 20 | НП   | Бедфорд Джеззард* | 19 жовтня 1927 (вік 26 років)  | 1      | Фулгем                  |
| 21 | НП   | Джонні Гейнс*     | 17 жовтня 1934 (вік 19 років)  | 0      | Фулгем                  |
| 22 | НП   | Гаррі Гупер*      | 14 червня 1933 (вік 21 рік)    | 0      | Вест Гем Юнайтед        |

- Лише 17 із 22 членів команди виїхали до Швейцарії. П'ять гравців - Армстронг, Чилтон, Гейнс, Гупер та Джеззард - були переведені в резервний статус і залишилися вдома в очікуванні виклику, якщо виникне потреба. Цього не сталося.[2]

### Швейцарія
Головний тренер:  Карл Раппан
| №  | Поз. | Гравець           | Дата народження (вік)          | Матчів | Клуб         |
| -- | ---- | ----------------- | ------------------------------ | ------ | ------------ |
| 1  | ВР   | Вальтер Айх       | 27 травня 1925 (вік 29 років)  |        | Янг Бойз     |
| 2  | ВР   | Ежен Парльє       | 5 грудня 1930 (вік 23 роки)    |        | Серветт      |
| 3  | ВР   | Жорж Штубер       | 11 травня 1925 (вік 29 років)  |        | Лозанна      |
| 4  | ПЗ   | Роже Боке         | 9 квітня 1921 (вік 33 роки)    |        | Лозанна      |
| 5  | ЗХ   | Марсель Флюккігер | 20 червня 1929 (вік 24 роки)   |        | Янг Бойз     |
| 6  | ЗХ   | Роже Матіс        | 4 квітня 1921 (вік 33 роки)    |        | Лозанна      |
| 7  | ЗХ   | Андре Нері        | 3 вересня 1921 (вік 32 роки)   |        | Серветт      |
| 8  | ПЗ   | Гайнц Біглер      | 21 грудня 1925 (вік 28 років)  |        | Янг Бойз     |
| 9  | ПЗ   | Шарль Казалі      | 27 квітня 1923 (вік 31 рік)    |        | Янг Бойз     |
| 10 | ПЗ   | Олівер Еггіманн   | 6 серпня 1921 (вік 32 роки)    |        | Ла Шо-де-Фон |
| 11 | ПЗ   | Норберт Ешманн    | 19 березня 1933 (вік 21 рік)   |        | Лозанна      |
| 12 | ПЗ   | Жильбер Фесселє   | 16 квітня 1928 (вік 26 років)  |        | Ла Шо-де-Фон |
| 13 | ПЗ   | Іво Фрозіо        | 27 квітня 1930 (вік 24 роки)   |        | Грассгоппер  |
| 14 | ЗХ   | Віллі Кернен      | 6 серпня 1929 (вік 24 роки)    |        | Ла Шо-де-Фон |
| 15 | НП   | Шарль Антенен     | 3 листопада 1929 (вік 24 роки) |        | Ла Шо-де-Фон |
| 16 | НП   | Робер Балламан    | 21 червня 1926 (вік 27 років)  |        | Грассгоппер  |
| 17 | НП   | Жак Фаттон        | 19 грудня 1925 (вік 28 років)  |        | Серветт      |
| 18 | НП   | Йозеф Гюгі        | 23 січня 1930 (вік 24 роки)    |        | Базель       |
| 19 | НП   | Марсель Маурон    | 25 березня 1929 (вік 25 років) |        | Ла Шо-де-Фон |
| 20 | НП   | Ойген Маєр        | 30 квітня 1930 (вік 24 роки)   |        | Янг Бойз     |
| 21 | НП   | Фердінандо Ріва   | 3 липня 1930 (вік 23 роки)     |        | К'яссо       |
| 22 | НП   | Роже Фонлантен    | 13 лютого 1929 (вік 25 років)  |        | Грассгоппер  |

### Італія
Головний тренер:  Лайош Цейзлер
| №  | Поз. | Гравець              | Дата народження (вік)          | Матчів | Клуб           |
| -- | ---- | -------------------- | ------------------------------ | ------ | -------------- |
| 1  | ВР   | Джорджо Гецці        | 10 липня 1930 (вік 23 роки)    | 1      | Інтернаціонале |
| 2  | ЗХ   | Гвідо Вінченці       | 14 липня 1932 (вік 21 рік)     | 1      | Інтернаціонале |
| 3  | ЗХ   | Джованні Джакомацці  | 18 січня 1928 (вік 26 років)   | 1      | Інтернаціонале |
| 4  | ЗХ   | Майно Нері           | 30 червня 1924 (вік 29 років)  | 6      | Інтернаціонале |
| 5  | ПЗ   | Омеро Тоньйон        | 3 березня 1924 (вік 30 років)  | 11     | Мілан          |
| 6  | ПЗ   | Фульвіо Несті        | 8 червня 1925 (вік 29 років)   | 2      | Інтернаціонале |
| 7  | НП   | Ермес Муччінеллі     | 28 липня 1927 (вік 26 років)   | 9      | Ювентус        |
| 8  | НП   | Еджисто Пандольфіні  | 19 лютого 1926 (вік 28 років)  | 14     | Рома           |
| 9  | НП   | Карло Галлі          | 6 березня 1931 (вік 23 роки)   | 2      | Рома           |
| 10 | НП   | Джино Каппелло       | 2 червня 1920 (вік 34 роки)    | 10     | Болонья        |
| 11 | НП   | Беніто Лоренці       | 20 грудня 1925 (вік 28 років)  | 11     | Інтернаціонале |
| 12 | ВР   | Джованні Віола       | 26 червня 1926 (вік 27 років)  | 0      | Ювентус        |
| 13 | ЗХ   | Ардіко Маньїні       | 21 жовтня 1928 (вік 25 років)  | 4      | Фіорентіна     |
| 14 | ЗХ   | Серджо Червато       | 22 березня 1929 (вік 25 років) | 11     | Фіорентіна     |
| 15 | ЗХ   | Джакомо Марі         | 17 жовтня 1924 (вік 29 років)  | 7      | Ювентус        |
| 16 | ПЗ   | Ріно Ферраріо        | 7 грудня 1926 (вік 27 років)   | 1      | Ювентус        |
| 17 | НП   | Армандо Сегато       | 3 травня 1930 (вік 24 роки)    | 3      | Фіорентіна     |
| 18 | ПЗ   | Джино Півателлі      | 27 березня 1933 (вік 21 рік)   | 0      | Болонья        |
| 19 | НП   | Джамп'єро Боніперті  | 4 липня 1928 (вік 25 років)    | 22     | Ювентус        |
| 20 | ПЗ   | Гвідо Граттон        | 23 вересня 1932 (вік 21 рік)   | 1      | Фіорентіна     |
| 21 | НП   | Амлето Фріньяні      | 5 березня 1932 (вік 22 роки)   | 6      | Мілан          |
| 22 | ВР   | Леонардо Костальйола | 27 жовтня 1921 (вік 32 роки)   | 3      | Фіорентіна     |

### Бельгія
Головний тренер:  Дуг Лівінгстон
| №  | Поз. | Гравець              | Дата народження (вік)           | Матчів | Клуб              |
| -- | ---- | -------------------- | ------------------------------- | ------ | ----------------- |
| 1  | ВР   | Леопольд Гернай      | 25 лютого 1927 (вік 27 років)   | 7      | Остенде           |
| 2  | ЗХ   | Марсель Дріс         | 19 вересня 1929 (вік 24 роки)   | 7      | Берхем Спорт      |
| 3  | ЗХ   | Альфонс ван Брандт   | 24 червня 1927 (вік 26 років)   | 18     | Льєрс             |
| 4  | ЗХ   | Констант Гейсманс    | 11 жовтня 1928 (вік 25 років)   | 5      | Беєрсхот          |
| 5  | ПЗ   | Луї Карре            | 7 січня 1925 (вік 29 років)     | 39     | Льєж              |
| 6  | ПЗ   | Віктор Мес           | 26 січня 1927 (вік 27 років)    | 31     | Антверпен         |
| 7  | ПЗ   | Йозеф Влірс          | 18 грудня 1932 (вік 21 рік)     | 0      | Беєрсхот          |
| 8  | НП   | Деніс Гоуф           | 16 лютого 1932 (вік 22 роки)    | 0      | Стандард (Льєж)   |
| 9  | НП   | Анрі Коппенс         | 29 квітня 1930 (вік 24 роки)    | 32     | Беєрсхот          |
| 10 | НП   | Леопольд Ануль       | 19 серпня 1922 (вік 31 рік)     | 45     | Льєж              |
| 11 | НП   | Джозеф Мерманс       | 16 лютого 1922 (вік 32 роки)    | 45     | Андерлехт         |
| 12 | ВР   | Шарль Гертс          | 29 жовтня 1930 (вік 23 роки)    | 0      | Беєрсхот          |
| 13 | ЗХ   | Анрі Дірікс          | 7 липня 1927 (вік 26 років)     | 13     | Уніон Сент-Жілуаз |
| 14 | ПЗ   | Роберт ван Керкговен | 1 жовтня 1924 (вік 29 років)    | 5      | Дарінг            |
| 15 | НП   | Іпполіт ван ден Босх | 30 квітня 1926 (вік 28 років)   | 2      | Андерлехт         |
| 16 | НП   | Петер ван ден Босх   | 31 жовтня 1927 (вік 26 років)   | 0      | Андерлехт         |
| 17 | ВР   | Раймон Ауслос*       | 15 травня 1928 (вік 26 років)   | 0      | Вайт Стар         |
| 18 | ЗХ   | Жеф ван дер Лінден*  | 2 листопада 1927 (вік 26 років) | 0      | Антверпен         |
| 19 | ПЗ   | Жо Баккарт*          | 5 серпня 1921 (вік 32 роки)     | 0      | Шарлеруа          |
| 20 | ПЗ   | Боб Мартенс*         | 24 січня 1930 (вік 24 роки)     | 11     | Антверпен         |
| 21 | ПЗ   | Ян ван Стен*         | 2 червня 1929 (вік 25 років)    | 5      | Андерлехт         |
| 22 | НП   | Люк ван Гойвеген*    | 7 січня 1929 (вік 25 років)     | 0      | Дарінг            |

- — Гравці з номерами з 17-го по 22-й не їздили до Швейцарії.